# Égocentrisme
Ne doit pas être confondu avec Solipsisme.

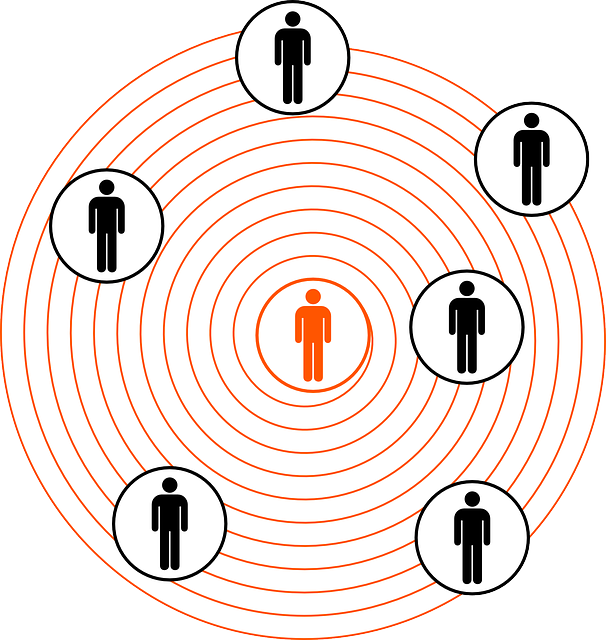
Égocentrisme.

L’égocentrisme est caractérisé par une tendance à ramener tout à soi ; les personnes égocentriques se focalisent principalement sur leur propre intérêt, considèrent leur opinion comme la plus importante et se voient comme la personne à suivre et à admirer.

## Étymologie
« Égocentrisme » est formé à partir de deux termes latins : ego (« moi ») et centrum (« aiguillon », « centre »). Étymologiquement, cela signifie donc « se prendre pour le centre du monde ».

## Description

### Petite enfance
Pour Jean Piaget l'égocentrisme est un stade normal du développement de l'enfant qui perçoit le monde à partir de son propre point de vue, par exemple lorsque, interrogé, il dit que la « lune le suit » parce qu'il la voit se déplacer. Ce point de vue psychologique développemental est dénué d'aspect péjoratif. Pour Piaget qui s'est tout le temps opposé à l'adulto-centrisme, un enfant ne peut se décentrer, faire preuve d'altruisme qu'à partir du moment où il sait distinguer ce qui est «de» et «à» lui de ce qui est à autrui. Pour Jean Jacques Menestrel, l'égocentrisme est un processus intelligent qui amène vers un amour propre de soi renforcé et naturel[source insuffisante]. Égocentrisme et complexes sont souvent liés, en effet les personnes complexées passent beaucoup de temps à s'observer et pensent que le reste du monde les observe également.

### Durant l'adolescence
La plupart des recherches se focalisent sur le développement de l'égocentrisme durant la jeune enfance, mais également durant l'adolescence. David Elkind est l'un des premiers chercheurs à avoir découvert la présence de l'égocentrisme durant l'adolescence et à la fin de l'adolescence. David Elkind explique que « le jeune adolescent, des suites de changements psychologiques, se centre principalement sur ses propres intérêts. Il ne réussit pas à différencier ce que les autres pensent de lui et ses propres pensées de lui-même, et croit que les autres se centrent sur son apparence et sa conduite ». Cette explication montre que l'adolescent est égocentrique car il n'arrive pas à s'identifier auprès des autres.
Pour lui, il existe différentes manifestations de l'égocentrisme : illusion d'invincibilité, fabulations personnelles, conscience de soi excessive, propension à l'argumentation.

### Durant l'âge adulte
La prévalence de l'égocentrisme sur les individus semblerait diminuer entre 15 et 16 ans. Cependant, les individus d'âge adulte sont susceptibles d'être égocentristes ou d'avoir des comportements considérés égocentriques (Tesch, Whitbourne & Nehrke, 1978). Frankenberger a testé les niveaux d'égocentrisme chez des adolescents (14-18 ans) et adultes (20-89 ans). Il a été découvert que ces tendances égocentriques se répandaient de plus en plus dès le début de l'âge adulte. Baron et Hanna ont observé 152 participants et testé la présence de signes permettant de voir leur niveau d'égocentrisme. Ils ont testé des individus âgés entre 18 et 25 ans. Les participants montrant des signes de baisse d'humeur ont un haut niveau d'égocentrisme.

### Distinction
L'égocentrisme se rapproche également de la mégalomanie et du narcissisme. L'égocentrique se préoccupe avant tout de sa personne et pense qu'il est la première préoccupation des autres. Contrairement à l'amour-propre, l'égocentrisme ne consiste pas à s'aimer plus que les autres (ce qui est naturel) mais plutôt à aimer le regard des autres sans s'aimer véritablement. L'égocentrique ne s'aime pas tel qu'il est mais tel qu'il paraît aux autres, il pense être la seule cause du bonheur ou du malheur des autres, il peut se prendre pour le sauveur, le tyran ou le martyr de ceux qui l'entourent. L'égocentrisme diffère paradoxalement en cela de l'égoïsme, l'égocentrique se soucie énormément des autres (sans pour autant les aimer) puisqu'il s'estime selon le regard et le jugement des autres. Par opposition, l'allocentrisme est la tendance à faire d'autrui le centre de l'univers.